# Hacıvelioba, Gönen
Hacıvelioba là một xã thuộc huyện Gönen, tỉnh Balıkesir, Thổ Nhĩ Kỳ. Dân số thời điểm năm 2010 là 311 người.